# Rafael (football, 1978)
Pour les articles homonymes, voir Rafael.
Rafael Pires Vieira, plus communément appelé Rafael, est un joueur de football brésilien né le 1er août 1978 à Criciúma. Il évolue au poste d'avant-centre. 
Il est l'un des plus prolifiques buteurs du championnat finlandais, la Veikkausliiga.

## Biographie
Il est le meilleur buteur de l'histoire du FC Lahti.
Son surnom est Angel (« Ange ») en référence à une célèbre chanson finlandaise Rafaelin enkeli (« L'ange Rafael ») de Pekka Ruuska. 
En 2000 il tente sa chance dans un championnat plus valorisant en Hollande au SC Heerenveen mais sans réussite.
EN 2002 il prend la route du championnat turc à Denizlispor mais sans succès. Le club termine 10e mais il ne participe qu'à trois matchs.
Il revient donc en Finlande en 2004 et retrouve toute son efficacité.
Rafael est un sportif très populaire en Finlande.

## Palmarès
- Veikkausliiga (1997) - champion
- Coupe de la Ligue finlandaise (1997, 2007)
- Veikkausliiga - meilleur buteur 1997, 2007